# Bords
Bords és un municipi francès situat al departament del Charente Marítim i a la regió de la Nova Aquitània. L'any 2007 tenia 1.242 habitants.

## Demografia

### Població
El 2007 la població de fet de Bords era de 1.242 persones. Hi havia 515 famílies de les quals 146 eren unipersonals (63 homes vivint sols i 83 dones vivint soles), 145 parelles sense fills, 165 parelles amb fills i 59 famílies monoparentals amb fills.
La població ha evolucionat segons el següent gràfic:
Habitants censats

### Habitatges
El 2007 hi havia 600 habitatges, 520 eren l'habitatge principal de la família, 46 eren segones residències i 34 estaven desocupats. 583 eren cases i 12 eren apartaments. Dels 520 habitatges principals, 389 estaven ocupats pels seus propietaris, 123 estaven llogats i ocupats pels llogaters i 8 estaven cedits a títol gratuït; 2 tenien una cambra, 18 en tenien dues, 78 en tenien tres, 172 en tenien quatre i 251 en tenien cinc o més. 443 habitatges disposaven pel capbaix d'una plaça de pàrquing. A 255 habitatges hi havia un automòbil i a 219 n'hi havia dos o més.

### Piràmide de població
La piràmide de població per edats i sexe el 2009 era:
| Homes | Edats   | Dones |
| ----- | ------- | ----- |
| 0     | 95 o +  | 4     |
| 4     | 90 a 94 | 8     |
| 12    | 85 a 89 | 8     |
| 8     | 80 a 84 | 8     |
| 20    | 75 a 79 | 36    |
| 20    | 70 a 74 | 64    |
| 44    | 65 a 69 | 28    |
| 28    | 60 a 64 | 40    |
| 36    | 55 a 59 | 20    |
| 28    | 50 a 54 | 40    |
| 28    | 45 a 49 | 40    |
| 24    | 40 a 44 | 28    |
| 40    | 35 a 39 | 36    |
| 48    | 30 a 34 | 40    |
| 32    | 25 a 29 | 28    |
| 20    | 20 a 24 | 36    |
| 44    | 15 a 19 | 36    |
| 40    | 10 a 14 | 48    |
| 40    | 5 a 9   | 24    |
| 20    | 0 a 4   | 24    |

## Economia
El 2007 la població en edat de treballar era de 747 persones, 553 eren actives i 194 eren inactives. De les 553 persones actives 480 estaven ocupades (259 homes i 221 dones) i 73 estaven aturades (32 homes i 41 dones). De les 194 persones inactives 71 estaven jubilades, 49 estaven estudiant i 74 estaven classificades com a «altres inactius».

### Ingressos
El 2009 a Bords hi havia 510 unitats fiscals que integraven 1.269,5 persones, la mediana anual d'ingressos fiscals per persona era de 15.292 €.

### Activitats econòmiques
Dels 50 establiments que hi havia el 2007, 1 era d'una empresa alimentària, 4 d'empreses de fabricació d'altres productes industrials, 15 d'empreses de construcció, 12 d'empreses de comerç i reparació d'automòbils, 2 d'empreses de transport, 2 d'empreses d'hostatgeria i restauració, 1 d'una empresa d'informació i comunicació, 1 d'una empresa immobiliària, 4 d'empreses de serveis, 4 d'entitats de l'administració pública i 4 d'empreses classificades com a «altres activitats de serveis».
Dels 20 establiments de servei als particulars que hi havia el 2009, 1 era una oficina de correu, 2 funeràries, 2 tallers de reparació d'automòbils i de material agrícola, 5 paletes, 3 fusteries, 1 lampisteria, 3 electricistes, 1 empresa de construcció, 1 restaurant i 1 agència immobiliària.
Dels 6 establiments comercials que hi havia el 2009, 1 era un supermercat, 2 botiges de menys de 120 m², 1 una fleca, 1 una carnisseria i 1 una botiga de material esportiu.
L'any 2000 a Bords hi havia 18 explotacions agrícoles que ocupaven un total de 1.008 hectàrees.

## Equipaments sanitaris i escolars
L'únic equipament sanitari que hi havia el 2009 era una farmàcia.
El 2009 hi havia una escola elemental.

## Poblacions més properes
El següent diagrama mostra les poblacions més properes.